# Des van Jaarsveldt
Pas d'image ? Cliquez ici

a Compétitions nationales et continentales officielles uniquement.

b Matchs officiels uniquement.
Desmond Charles van Jaarsveldt, né le 31 mars 1929 à Bulawayo dans la colonie de Rhodésie du Sud (aujourd'hui Zimbabwe) et mort le 21 juillet 2025, est un joueur international sud-africain de rugby à XV. Il évolue au poste de troisième ligne aile.

## Biographie
Il dispute son premier test match international le 30 avril 1960 contre l'Écosse comme troisième ligne aile et capitaine.
Des van Jaarsveldt est capitaine de sa province avec laquelle il dispute un match contre la France en tournée en 1958.
Il meurt le 21 juillet 2025.

## Statistiques en équipe nationale
- 1 sélection comme capitaine.
- Sélection par saison : 1 en 1960